# Каттарогус (округ)
Шаблон:StateAbbr_ 42°13′49″ пн. ш. 78°38′18″ зх. д. / 42.230316° пн. ш. 78.638206° зх. д.
Округ Каттароґус (англ. Cattaraugus County) — округ (графство) у штаті Нью-Йорк, США. Ідентифікатор округу 36009.

## Історія
Округ утворений 1817 року.

## Демографія
За даними перепису 
2000 року 
загальне населення округу становило 83955 осіб, зокрема міського населення було 34920, а сільського — 49035.
Серед мешканців округу чоловіків було 41107, а жінок — 42848. В окрузі було 32023 домогосподарства, 21662 родин, які мешкали в 39839 будинках.
Середній розмір родини становив 3,05.
Віковий розподіл населення поданий у таблиці:
| Стать    | До 15 років | 15-21 | 22-29 | 30-39 | 40-49 | 50-65 | 65-85 | Понад 85 |
| -------- | ----------- | ----- | ----- | ----- | ----- | ----- | ----- | -------- |
| Чоловіки | 9087        | 4793  | 3461  | 5468  | 6513  | 6702  | 4694  | 389      |
| Жінки    | 8625        | 4620  | 3592  | 5609  | 6534  | 6674  | 6089  | 1105     |

## Суміжні округи
- Ері — північ
- Вайомінг — північний схід
- Аллегені — схід
- Маккін, Пенсільванія — південний схід
- Воррен, Пенсільванія — південний захід
- Чотоква — захід

## Виноски
1. ↑  U.S. Decennial Census. United States Census Bureau. Архів оригіналу за 26 квітня 2015. Процитовано 3 січня 2015.
2. ↑  Historical Census Browser. University of Virginia Library. Архів оригіналу за 11 серпня 2012. Процитовано 3 січня 2015.
3. ↑  Population of Counties by Decennial Census: 1900 to 1990. United States Census Bureau. Архів оригіналу за 19 лютого 2015. Процитовано 3 січня 2015.
4. ↑  Census 2000 PHC-T-4. Ranking Tables for Counties: 1990 and 2000 (PDF). United States Census Bureau. Архів оригіналу (PDF) за 18 грудня 2014. Процитовано 3 січня 2015.
5. ↑  State & County QuickFacts. United States Census Bureau. Архів оригіналу за 8 липня 2011. Процитовано 11 жовтня 2013.(англ.) Наведено за англійською вікіпедією.
6. ↑  American FactFinder. Бюро перепису населення США. Архів оригіналу за 29 липня 2011. Процитовано 31 січня 2008.

| США | Це незавершена стаття з географії США. Ви можете допомогти проєкту, виправивши або дописавши її. |